# Newent
Newent is een civil parish in het bestuurlijke gebied Forest of Dean, in het Engelse graafschap Gloucestershire. De plaats telt 5207 inwoners.
Het is de geboorteplaats van de muziekproducent Joe Meek.